# Football Club Chiasso 2015-2016
Questa voce raccoglie le informazioni riguardanti il Football Club Chiasso nelle competizioni ufficiali della stagione 2015-2016.

## Stagione
Nella stagione 2015-2016 il Chiasso, allenato da Marco Schällibaum e Giancarlo Camolese, concluse il campionato di Challenge League al 7º posto. In Coppa Svizzera il Chiasso fu eliminato al secondo turno dallo Young Boys.

## Rosa
| N. |                      | Ruolo | Calciatore            |
| -- | -------------------- | ----- | --------------------- |
| 1  | Italia (bandiera)    | P     | Andrea Guatelli       |
| 2  | Italia (bandiera)    | C     | Simon Laner           |
| 3  | Svizzera (bandiera)  | D     | Michele Monighetti    |
| 4  | Svizzera (bandiera)  | D     | Steve Rouiller        |
| 5  | Spagna (bandiera)    | D     | Nicolas Madero        |
| 6  | Italia (bandiera)    | D     | Andrea Dossena        |
| 7  | Uruguay (bandiera)   | A     | Sergio Cortelezzi     |
| 8  | Svizzera (bandiera)  | C     | Marco Franin          |
| 9  | Svizzera (bandiera)  | A     | Alessandro Ciarrocchi |
| 10 | Argentina (bandiera) | C     | Mariano Hassell       |
| 11 | Svizzera (bandiera)  | C     | Dragan Mihajlović     |
| 13 | Svizzera (bandiera)  | D     | Nicholas Lüchinger    |
| 14 | Italia (bandiera)    | C     | Andrea Maccoppi       |

| N. |                               | Ruolo | Calciatore        |
| -- | ----------------------------- | ----- | ----------------- |
| 15 | Serbia (bandiera)             | D     | Vladimir Golemić  |
| 16 | Svizzera (bandiera)           | P     | Ulisse Pelloni    |
| 19 | Svizzera (bandiera)           | D     | Antonio Felitti   |
| 20 | Macedonia del Nord (bandiera) | C     | Eldin Muharemi    |
| 22 | Svizzera (bandiera)           | C     | Fabio Cariglia    |
| 23 | Serbia (bandiera)             | A     | Stefan Mihajlović |
| 24 | Mali (bandiera)               | C     | Drissa Diarra     |
| 25 | Francia (bandiera)            | C     | Faicel Hanachi    |
| 28 | Croazia (bandiera)            | D     | Ilija Ivić        |
| 34 | Svizzera (bandiera)           | A     | Alberto Regazzoni |
| 42 | Inghilterra (bandiera)        | P     | Sebastiano Romano |
| 77 | Svizzera (bandiera)           | C     | Salvatore Guarino |

## Organigramma societario
Area tecnica
- Allenatore: Giancarlo Camolese
- Allenatore in seconda: Otto Stephani
- Preparatore dei portieri: Enricomaria Malatesta
- Preparatore atletico: Stefano Faletti
- Fisioterapista/Massaggiatore: Vittorio Bruni Prenestino
- Direttore sportivo: Fabio Galante
- Responsabile area tecninca: Davide Belotti

## Calciomercato

### Sessione estiva
| Acquisti | Acquisti              | Acquisti  | Acquisti |
| R.       | Nome                  | da        | Modalità |
| -------- | --------------------- | --------- | -------- |
| C        | Simon Laner           | Verona    |          |
| D        | Andrea Dossena        | ?         |          |
| C        | Salvatore Guarino     | Lugano    |          |
| C        | Fabio Cariglia        | Taverne   |          |
| A        | Alessandro Ciarrocchi | Köniz     |          |
| A        | Sergio Cortelezzi     | Lugano    |          |
| C        | Faicel Hanachi        | Sion II   |          |
| D        | Ilija Ivić            | Sciaffusa |          |
| P        | Ilija Kovačić         | San Gallo |          |
| A        | Leonardo Melazzi      | Lugano    |          |
| C        | Eldin Muharemi        | Locarno   |          |

| Cessioni | Cessioni         | Cessioni        | Cessioni |
| R.       | Nome             | a               | Modalità |
| -------- | ---------------- | --------------- | -------- |
| C        | Axel De Biasi    | Mendrisio       |          |
| C        | Marco Privitera  | Lugano II       |          |
| A        | Giuseppe Gentile | S.A. Scorpions  |          |
| A        | Júnior Viçosa    | Atl. Goianiense |          |
| A        | Gastón Magnetti  | Bellinzona      |          |

### Sessione invernale
| Acquisti | Acquisti          | Acquisti       | Acquisti |
| R.       | Nome              | da             | Modalità |
| -------- | ----------------- | -------------- | -------- |
| D        | Vladimir Golemić  | Mladost Lučani |          |
| P        | Ulisse Pelloni    | Aarau          |          |
| A        | Stefan Mihajlović | Bienne         |          |

| Cessioni | Cessioni      | Cessioni | Cessioni |
| R.       | Nome          | a        | Modalità |
| -------- | ------------- | -------- | -------- |
| P        | Ilija Kovačić | Aarau    |          |

## Risultati

### Challenge League

#### Prima fase, girone di andata
| Arbitro: | Hänni |

|                  |           |             |
| Hochstrasser 60’ | Marcatori | 72’ Melazzi |

| Arbitro: | Tschudi |

|                                          |           |  |
| Ciarrocchi 49’ Cortelezzi 74’ Diarra 80’ | Marcatori |  |

| Arbitro: | Ovcharov |

|          |           |                           |
| Gétaz 4’ | Marcatori | 45’ Madero 55’ Ciarrocchi |

| Arbitro: | Pache |

|            |           |               |
| Diarra 85’ | Marcatori | 84’ Spielmann |

| Arbitro: | Superczynski |

|                                     |           |           |
| Ciarrocchi 47’ Regazzoni 85’ (rig.) | Marcatori | 65’ Savic |

| Arbitro: | Dudic |

|  |           |                                                     |
|  | Marcatori | 58’ Cortelezzi 78’ Ciarrocchi 90’ (rig.) Mihajlović |

| Arbitro: | Tschudi |

|                                                 |           |                    |
| Korkmaz 42’ Audino 53’ Santos 87’ Stillhart 90’ | Marcatori | 19’ (aut.) Korkmaz |

| Chiasso 12 settembre 2015, ore 17:45 CEST 8ª giornata | Chiasso   | 0 – 0 referto | Bienne | Stadio comunale Riva IV (525 spett.)\| Arbitro: \| Jancevski \| |
| Arbitro:                                              | Jancevski |               |        |                                                                 |

| Arbitro: | Superczynski |

|                                      |           |                       |
| Fassnacht 12’ Çiçek 54’ Bengondo 74’ | Marcatori | 44’ (rig.) Cortelezzi |

#### Prima fase, girone di ritorno
| Arbitro: | Klossner |

|            |           |              |
| Diarra 33’ | Marcatori | 4’, 73’ Roux |

| Arbitro: | Fähndrich |

|                          |           |                           |
| Laner 52’ Mihajlović 82’ | Marcatori | 32’ Pimenta 89’ Zambrella |

| Arbitro: | Bieri |

|         |           |              |
| Pak 23’ | Marcatori | 15’ Rouiller |

| Arbitro: | Jancevski |

|               |           |              |
| Regazzoni 25’ | Marcatori | 55’ Minkwitz |

| Arbitro: | San |

|                        |           |  |
| Neitzke 49’ Bičvić 84’ | Marcatori |  |

| Arbitro: | Erlachner |

|               |           |           |
| Slišković 32’ | Marcatori | 58’ Laner |

| Arbitro: | Hänni |

|                             |           |                      |
| Lüchinger 20’ Regazzoni 33’ | Marcatori | 44’ Nobre 45’ Santos |

| Arbitro: | Pache |

|                      |           |                                           |
| Regazzoni 31’ (rig.) | Marcatori | 64’ Holenstein 87’ Bengondo 90’ Fassnacht |

| Neuchâtel 7 dicembre 2015, ore 19:45 CET 18ª giornata | Neuchâtel Xamax | 0 – 0 referto | Chiasso | La Maladière (2 331 spett.)\| Arbitro: \| Amhof \| |
| Arbitro:                                              | Amhof           |               |         |                                                    |

#### Seconda fase, girone di andata
| Arbitro: | Schnyder |

|                          |           |                |
| De Coulon 32’ Senger 45’ | Marcatori | 57’ Mihajlović |

| Arbitro: | Klossner |

|                |           |                  |
| Mihajlović 58’ | Marcatori | 52’, 60’ N'Ganga |

| Arbitro: | Jancevski |

|                |           |  |
| Mihajlović 79’ | Marcatori |  |

| Arbitro: | Dudic |

|               |           |               |
| Sliskovic 67’ | Marcatori | 5’, 79’ Laner |

| Arbitro: | Fähndrich |

|                |           |                   |
| Monighetti 79’ | Marcatori | 59’ (rig.) Tahipi |

| Baulmes 13 marzo 2016, ore 15:00 CET 24ª giornata | Le Mont | 0 – 0 referto | Chiasso | Stadio Sous-Ville (250 spett.)\| Arbitro: \| Tschudi \| |
| Arbitro:                                          | Tschudi |               |         |                                                         |

| Arbitro: | Erlachner |

|                |           |                        |
| Mihajlović 73’ | Marcatori | 41’ Paiva 75’ Bengondo |

| Arbitro: | Superczynski |

|                                        |           |                |
| Facchinetti 52’ Frontino 63’ Mujic 78’ | Marcatori | 24’ Cortelezzi |

| Arbitro: | Jancevski |

|                |           |                    |
| Ciarrocchi 38’ | Marcatori | 34’ (aut.) Felitti |

#### Seconda fase, girone di ritorno
| Arbitro: | Superczynski |

|                           |           |            |
| Hanachi 1’ Ciarrocchi 35’ | Marcatori | 19’ Doudin |

| Arbitro: | Schärli |

|            |           |              |
| Koller 33’ | Marcatori | 42’ Rouiller |

| Arbitro: | Pache |

|                |           |         |
| Ciarrocchi 90’ | Marcatori | 82’ Gül |

| Losanna 1º maggio 2016, ore 15:00 CEST 31ª giornata | Losanna  | 0 – 0 referto | Chiasso | Stade Olympique de la Pontaise (5 860 spett.)\| Arbitro: \| Ovcharov \| |
| Arbitro:                                            | Ovcharov |               |         |                                                                         |

| Chiasso 7 maggio 2016, ore CEST 32ª giornata | Chiasso | – annullata referto | Bienne | Stadio comunale Riva IV |

| Arbitro: | Tschudi |

|                    |           |                |
| Graf 3’ Seferi 33’ | Marcatori | 58’ Ciarrocchi |

| Arbitro: | Dudic |

|                                      |           |                          |
| Carlinhos 20’ Lieder 58’ Rossini 69’ | Marcatori | 41’ Golemić 87’ Maccoppi |

| Arbitro: | Ovcharov |

|                               |           |  |
| Ciarrocchi 73’ Cortelezzi 81’ | Marcatori |  |

| Winterthur 27 maggio 2016, ore 19:45 CEST 36ª giornata | Winterthur  | 0 – 0 referto | Chiasso | Stadion Schützenwiese (3 000 spett.)\| Arbitro: \| Horisberger \| |
| Arbitro:                                               | Horisberger |               |         |                                                                   |

### Coppa Svizzera
| 16 agosto 2015, ore 15:00 CEST Primo turno | Stade Nyonnais | – | Chiasso |  |

| Chiasso 20 settembre 2015, ore 16:00 CEST Secondo turno | Chiasso   | 0 – 2 referto   | Young Boys | Stadio comunale Riva IV |
| \| \| \| \| \| \| Marcatori \| 37’, 50’ Gerndt \|       |           |                 |            |                         |
|                                                         |           |                 |            |                         |
|                                                         | Marcatori | 37’, 50’ Gerndt |            |                         |

## Statistiche

### Statistiche di squadra
| Competizione     | Punti | In casa | In casa | In casa | In casa | In casa | In casa | In trasferta | In trasferta | In trasferta | In trasferta | In trasferta | In trasferta | Totale | Totale | Totale | Totale | Totale | Totale | DR |
| Competizione     | Punti | G       | V       | N       | P       | Gf      | Gs      | G            | V            | N            | P            | Gf           | Gs           | G      | V      | N      | P      | Gf     | Gs     | DR |
| ---------------- | ----- | ------- | ------- | ------- | ------- | ------- | ------- | ------------ | ------------ | ------------ | ------------ | ------------ | ------------ | ------ | ------ | ------ | ------ | ------ | ------ | -- |
| Challenge League | 37    | 17      | 5       | 8       | 4       | 23      | 20      | 17           | 2            | 8            | 7            | 16           | 24           | 34     | 7      | 16     | 11     | 39     | 44     | -5 |
| Coppa Svizzera   | -     | 1       | 0       | 0       | 1       | 0       | 2       | 0            | 0            | 0            | 0            | 0            | 0            | 1      | 0      | 0      | 1      | 0      | 2      | -2 |
| Totale           | 37    | 18      | 5       | 8       | 5       | 23      | 22      | 17           | 2            | 8            | 7            | 16           | 24           | 35     | 7      | 16     | 12     | 39     | 46     | -7 |

### Andamento in campionato
| Giornata  | 1 | 2 | 3 | 4 | 5 | 6 | 7 | 8 | 9 | 10 | 11 | 12 | 13 | 14 | 15 | 16 | 17 | 18 | 19 | 20 | 21 | 22 | 23 | 24 | 25 | 26 | 27 | 28 | 29 | 30 | 31 | 32 | 33 | 34 | 35 | 36 |
| --------- | - | - | - | - | - | - | - | - | - | -- | -- | -- | -- | -- | -- | -- | -- | -- | -- | -- | -- | -- | -- | -- | -- | -- | -- | -- | -- | -- | -- | -- | -- | -- | -- | -- |
| Luogo     | T | C | T | C | C | T | T | C | T | C  | C  | T  | C  | T  | T  | C  | C  | T  | T  | C  | C  | T  | C  | T  | C  | T  | C  | C  | T  | C  | T  | C  | T  | T  | C  | T  |
| Risultato | N | V | V | N | V | V | P | N | P | P  | N  | N  | N  | P  | N  | N  | P  | N  | P  | P  | V  |    | N  | N  | P  | P  | N  | V  | N  | N  | N  |    | P  | P  | V  | N  |
| Posizione | 4 | 1 | 1 | 1 | 1 | 1 | 2 | 2 | 2 | 2  | 2  | 2  | 3  | 5  | 5  | 5  | 8  | 8  | 8  | 8  | 6  | 7  | 8  | 7  | 7  | 9  | 8  | 8  | 8  | 7  | 7  | 7  | 8  | 7  |    |    |

Legenda:

Luogo: C = Casa; T = Trasferta. Risultato: V = Vittoria; N = Pareggio; P = Sconfitta.

### Statistiche dei giocatori
| Giocatore     | Challenge League | Challenge League | Challenge League | Challenge League | Coppa Svizzera | Coppa Svizzera | Coppa Svizzera | Coppa Svizzera | Totale   | Totale | Totale      | Totale     |
| Giocatore     | Presenze         | Reti             | Ammonizioni      | Espulsioni       | Presenze       | Reti           | Ammonizioni    | Espulsioni     | Presenze | Reti   | Ammonizioni | Espulsioni |
| ------------- | ---------------- | ---------------- | ---------------- | ---------------- | -------------- | -------------- | -------------- | -------------- | -------- | ------ | ----------- | ---------- |
| F. Cariglia   | 0                | 0                | 0                | 0                | 0              | 0              | 0              | 0              | 0        | 0      | 0           | 0          |
| A. Ciarrocchi | 34               | 9                | 3                | 0                | 1              | 0              | 0              | 0              | 35       | 9      | 3           | 0          |
| S. Cortelezzi | 33               | 5                | 7                | 0                | 1              | 0              | 0              | 0              | 34       | 5      | 7           | 0          |
| A. De Biasi   | 1                | 0                | 0                | 0                | 0              | 0              | 0              | 0              | 1        | 0      | 0           | 0          |
| D. Diarra     | 20               | 3                | 3                | 1                | 1              | 0              | 1              | 0              | 21       | 3      | 4           | 1          |
| A. Dossena    | 19               | 0                | 4                | 0                | 1              | 0              | 0              | 0              | 20       | 0      | 4           | 0          |
| A. Felitti    | 15               | 0                | 4                | 0                | 0              | 0              | 0              | 0              | 15       | 0      | 4           | 0          |
| M. Franin     | 4                | 0                | 0                | 0                | 0              | 0              | 0              | 0              | 4        | 0      | 0           | 0          |
| V. Golemić    | 13               | 1                | 1                | 0                | 0              | 0              | 0              | 0              | 13       | 1      | 1           | 0          |
| S. Guarino    | 20               | 0                | 2                | 0                | 1              | 0              | 1              | 0              | 21       | 0      | 3           | 0          |
| A. Guatelli   | 28               | 0                | 1                | 1                | 0              | 0              | 0              | 0              | 28       | 0      | 1           | 1          |
| F. Hanachi    | 15               | 1                | 3                | 0                | 0              | 0              | 0              | 0              | 15       | 1      | 3           | 0          |
| M. Hassell    | 13               | 0                | 0                | 0                | 0              | 0              | 0              | 0              | 13       | 0      | 0           | 0          |
| I. Ivić       | 20               | 0                | 7                | 0                | 1              | 0              | 0              | 0              | 21       | 0      | 7           | 0          |
| I. Kovačić    | 1                | 0                | 0                | 0                | 1              | 0              | 0              | 0              | 2        | 0      | 0           | 0          |
| S. Laner      | 19               | 4                | 4                | 0                | 0              | 0              | 0              | 0              | 19       | 4      | 4           | 0          |
| N. Lüchinger  | 22               | 1                | 5                | 1                | 1              | 0              | 1              | 0              | 23       | 1      | 6           | 1          |
| A. Maccoppi   | 31               | 1                | 11               | 1                | 1              | 0              | 0              | 0              | 32       | 1      | 11          | 1          |
| N. Madero     | 16               | 1                | 2                | 0                | 0              | 0              | 0              | 0              | 16       | 1      | 2           | 0          |
| L. Melazzi    | 10               | 1                | 0                | 0                | 1              | 0              | 0              | 0              | 11       | 1      | 0           | 0          |
| D. Mihajlović | 31               | 5                | 4                | 1                | 1              | 0              | 0              | 0              | 32       | 5      | 4           | 1          |
| S. Mihajlović | 16               | 1                | 4                | 0                | 0              | 0              | 0              | 0              | 16       | 1      | 4           | 0          |
| M. Monighetti | 22               | 1                | 4                | 0                | 0              | 0              | 0              | 0              | 22       | 1      | 4           | 0          |
| E. Muharemi   | 8                | 0                | 3                | 0                | 0              | 0              | 0              | 0              | 8        | 0      | 3           | 0          |
| U. Pelloni    | 6                | 0                | 0                | 0                | 0              | 0              | 0              | 0              | 6        | 0      | 0           | 0          |
| A. Regazzoni  | 30               | 4                | 8                | 0                | 1              | 0              | 0              | 0              | 31       | 4      | 8           | 0          |
| S. Romano     | 0                | 0                | 0                | 0                | 0              | 0              | 0              | 0              | 0        | 0      | 0           | 0          |
| S. Rouiller   | 34               | 2                | 6                | 0                | 1              | 0              | 0              | 0              | 35       | 2      | 6           | 0          |